# Holt lelkek
A Holt lelkek (orosz nyelven: Мёртвые души) Nyikolaj Vasziljevics Gogol 1842-ben megjelent főműve, a 19. századi orosz irodalom egyik nagy hatású alkotása.

## Keletkezése
Alapötlete, akárcsak Gogol vígjátékának, A revizornak anekdotája, Puskintól származik. A történetet a szerző 1835 őszén kezdte írni, a következő év tavaszán Puskinnak már felolvasta az első fejezeteket. Hamarosan azonban elhagyta Oroszországot; a fejezetek többségét külföldön írta és amikor a végleges változattal 1841-ben elkészült, hazautazott. Könyvét eredetileg egy nagyobb lélegzetű mű első részének szánta. Miután otthon barátai segítségével nagy nehezen megszerezte a cenzor engedélyét, a könyv végül 1842 májusában jelent meg.
Gogol művét háromrészesre tervezte és a teljesség igényével, Dante Isteni színjáték mintájára igyekezett írni. A második rész megírásával hosszú ideig, lényegében élete végéig viaskodott, meghasonlása és alkotói válsága azonban megakadályozta az elképzelés megvalósítását. A megírt részeket többször elégette, utoljára halála előtt tíz nappal; néhány fejezet töredékesen maradt fenn. A harmadik rész egyáltalán nem készült el.

## Cím, műfaj, szerkezet
Gogol művének a poéma (elbeszélő költemény) műfaji meghatározást adta. Ebben nyilván a világirodalmi minta és Puskin Anyeginjének példája is közrejátszhatott. Bár a könyv prózában íródott, mű valóban nem „igazi” regény, számos lírai része és eposzi eleme is van („seregszemle”, hosszú körmondatos hasonlatok, stb.).
A cselekmény mozgatója a közepes rangú hivatalnok, Csicsikov alakja. Érkezésével kezdődik és elutazásával fejeződik be a történet. Az ő igyekezetére, alakoskodására fűzi fel az író az eseményeket, és az ő látogatásait, utazgatásait követheti nyomon az olvasó. Ebben az értelemben a könyv egyfajta „utazási regény”, felépítése is viszonylag egyszerű: egymáshoz lazán kapcsolódó, önálló epizódok sorozata.
A könyv tizenegy fejezetből áll. Az első és néhány utolsó fejezet eseményei egy meg nem nevezett oroszországi városban, N. kormányzóság székhelyén zajlanak. A 2–6. fejezetekben Csicsikov kocsiján (csézáján) öt földbirtokost keres fel kúriáikban. Látogatásainak egyetlen, képtelennek látszó célja: a holt lelkeket, vagyis meghalt jobbágyok tulajdonjogát vásárolja fel. A feudális Oroszországban a jobbágyokat „lelkek”-nek (dusi) nevezték. Erre utal a mű címe, melynek azonban átvitt jelentése is van: az ábrázolt figurák lényegében maguk is „holt lelkek”, egy halódó társadalmi osztály szatirikusan megrajzolt, torz képviselői.

## Történet

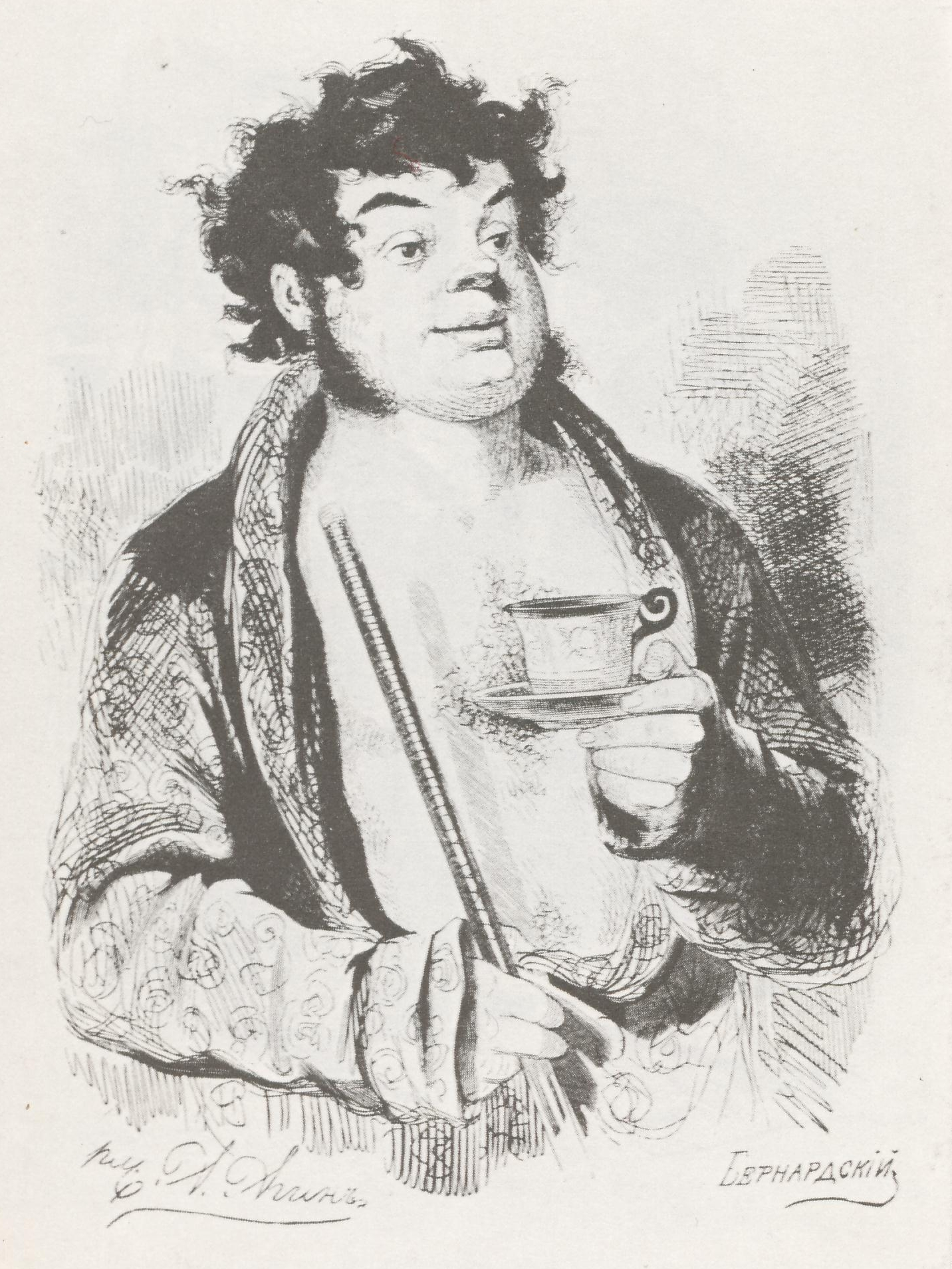
Nozdrjov

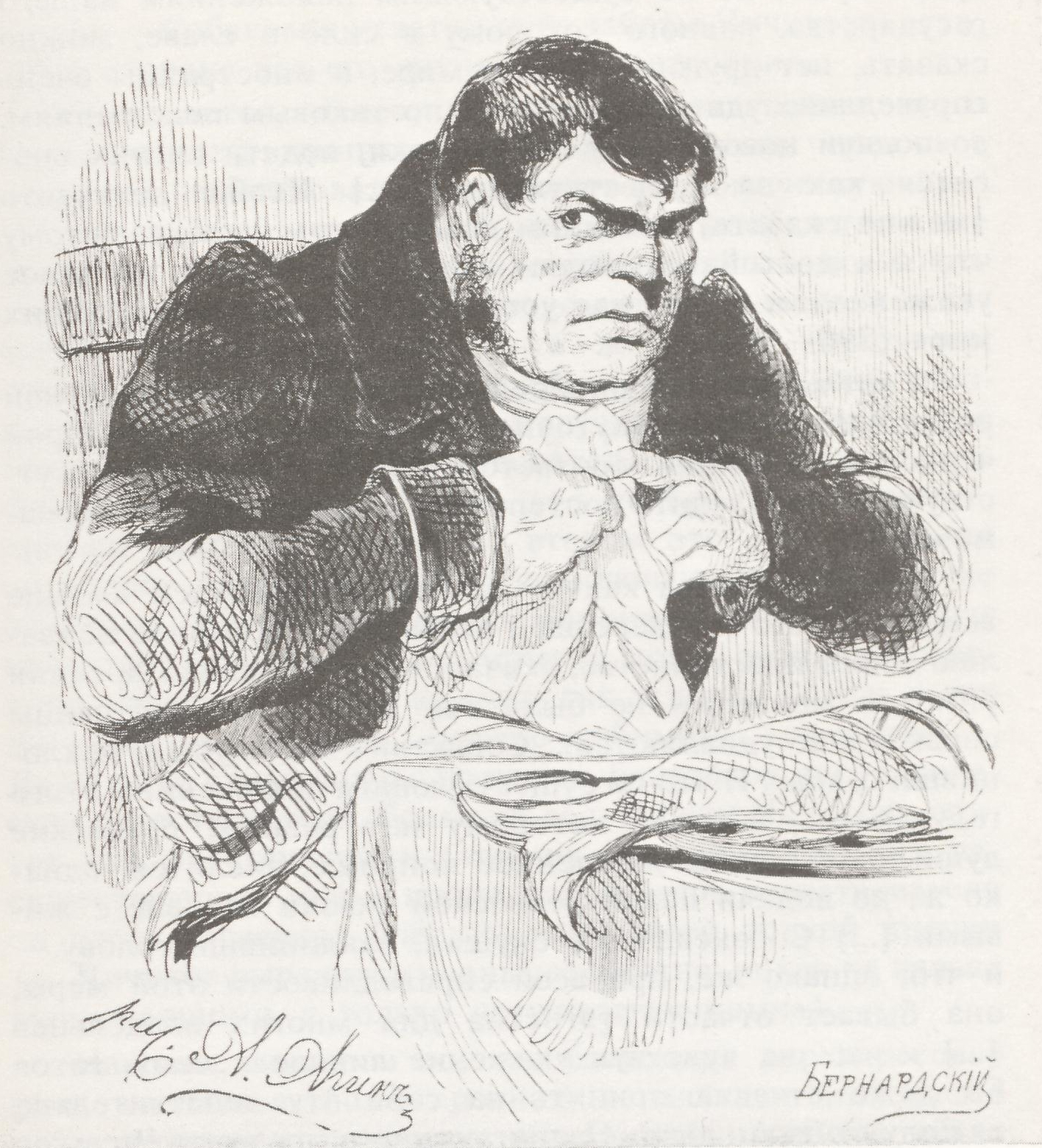
Szobakevics

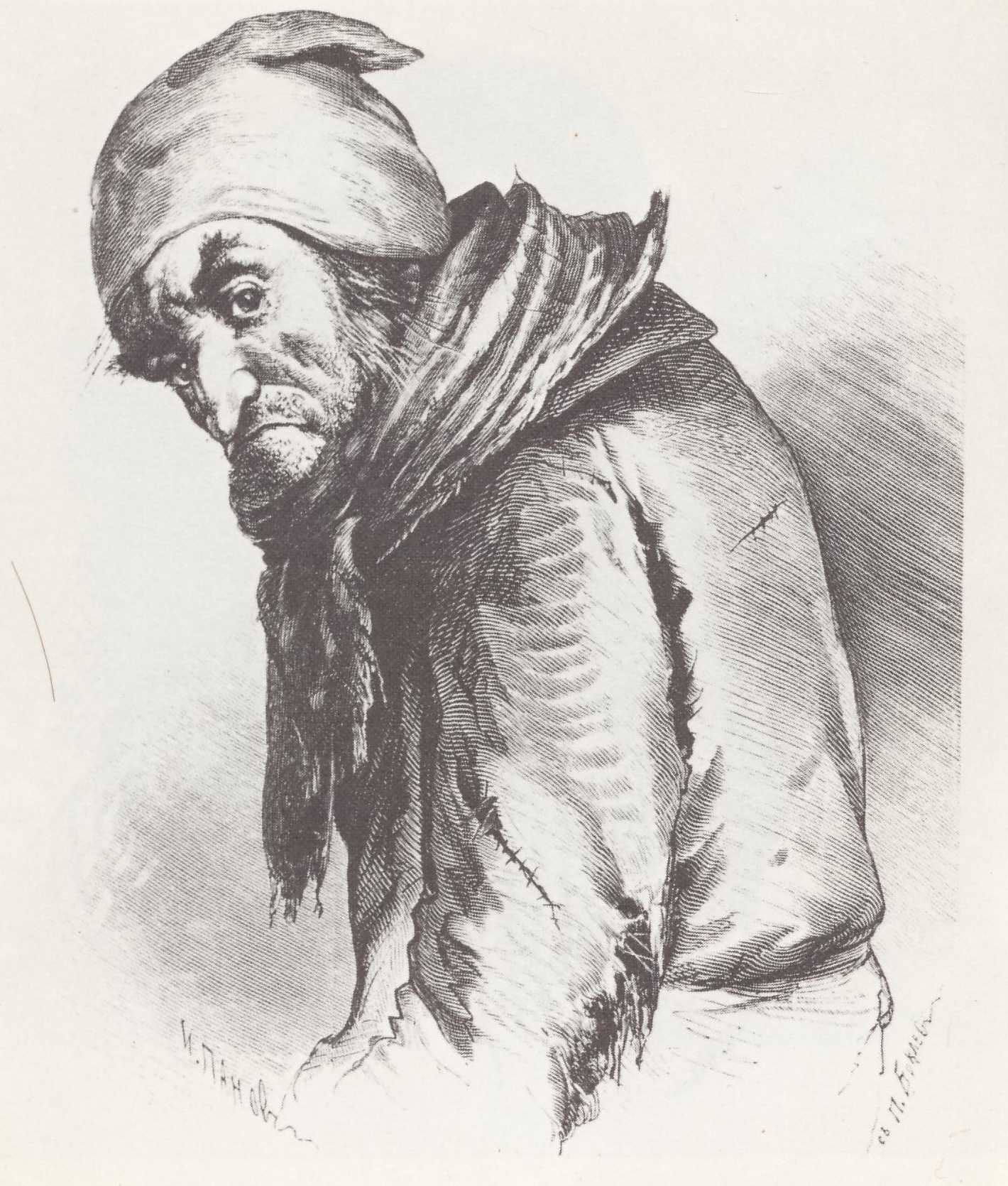
Pljuskin

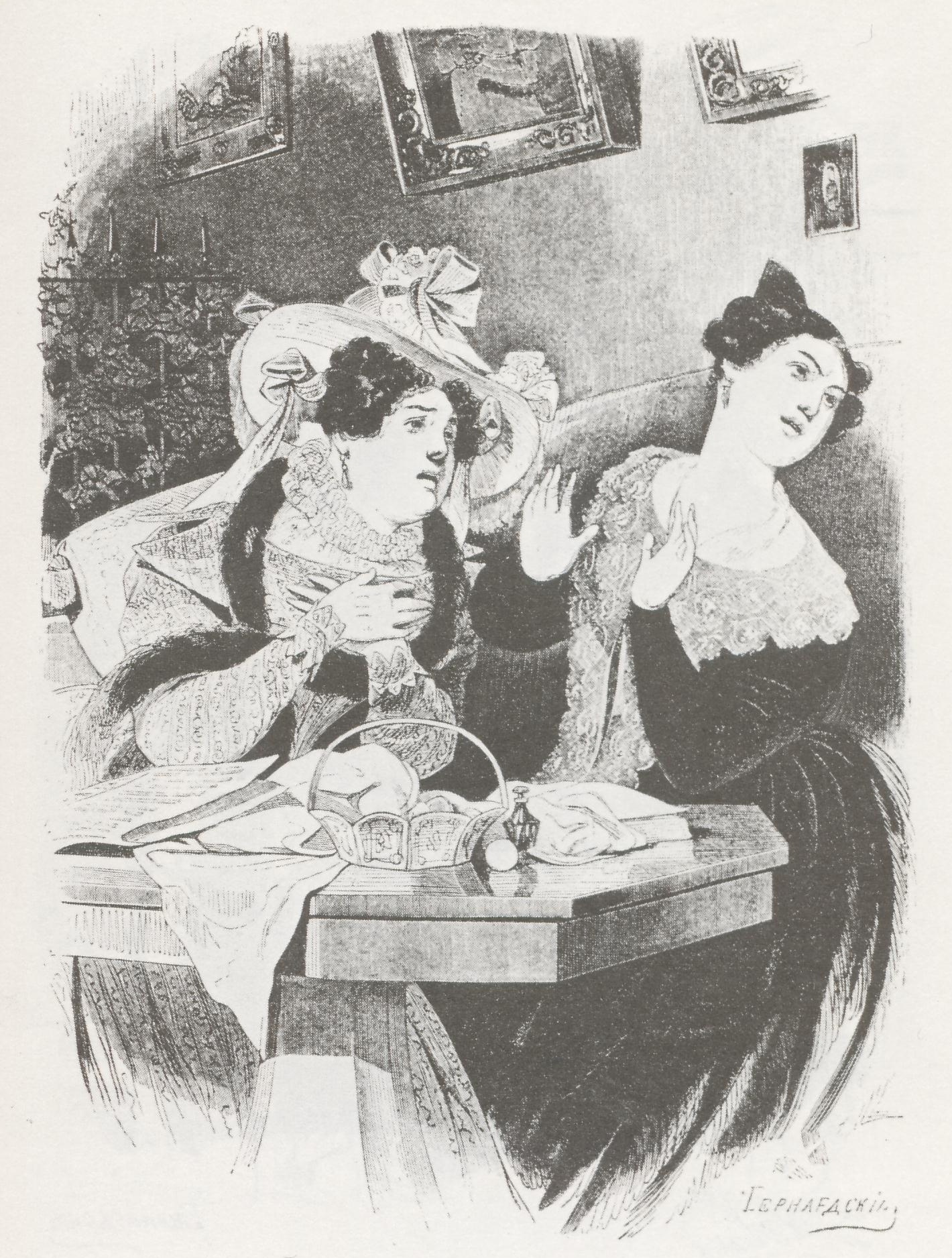
A városi hölgyek

- 1. fejezet. Csicsikov inasa és kocsisa kíséretében megérkezik a városba és a fogadóban száll meg.Manyilov Nozdrjov Szobakevics Pljuskin A városi hölgyek Végiglátogatja a város magas rangú személyeit, hivatalnokait és kellemes modorával könnyen a bizalmukba férkőzik. Meghívást kap a kormányzó báljára, itt ismerkedik meg a két földesúrral, Manyilovval és Szobakeviccsel is. Őket indul felkeresni, de útközben a sor három személlyel, Korobocskával, Nozdrjovval és Pljuskinnal egészül majd ki.

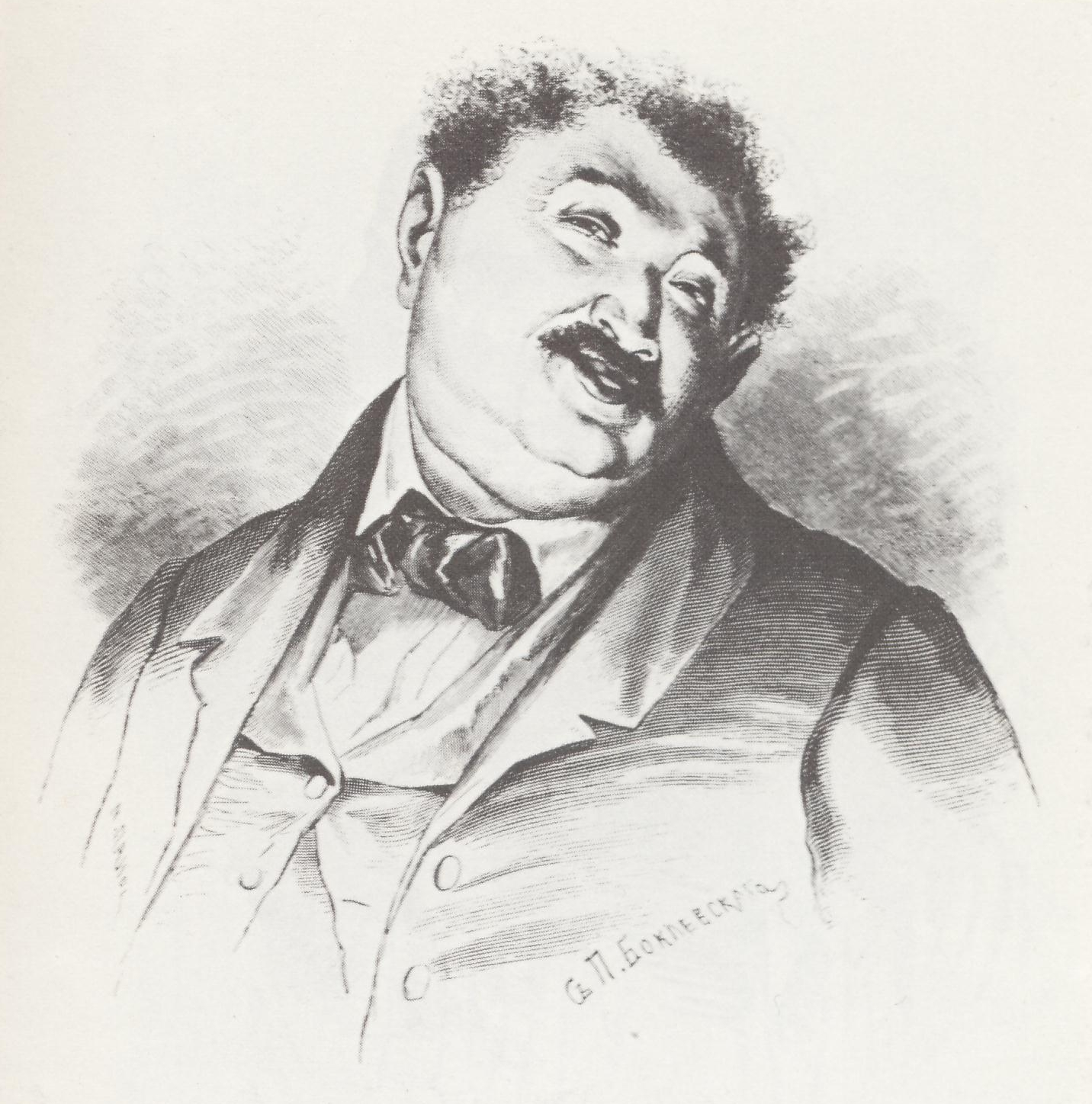
Manyilov

- 2. fejezet. Először az ábrándozó, hiszékeny, „cukorédes tekintetű” Manyilovot keresi fel, akinek már háza tája is lustaságra és csupa félbemaradt tervre utal. Manyilovot meghökkenti, hogy valaki a halott jobbágyaiért pénzt kínál és baráti szívességként inkább odaajándékozza őket Csicsikovnak.
- 3. fejezet. Hősünk Szobakevicshez indul, de részeges kocsisa eltéveszti az utat, és a viharos éjszakán Korobocska udvarházába érkeznek. A jobbágyait is árgus szemekkel figyelő, korlátolt, gyanakvó öregasszonynak nem könnyű a bizalmába férkőzni. Csicsikov „tiszta keresztényi emberszeretetből” hajlandó „segíteni”, így ha nehezen is, de olcsón hozzájut a „holt lelkek”-hez.
- 4. fejezet. A vendégfogadóban véletlenül összetalálkozik egy harsány és féktelen, botrányokat kedvelő nemesúrral, Nozdrjovval, akit a városban már futólag megismert. Az újabb lehetőség csábításának Csicsikov nem bír ellenállni, engedi elcipeltetni magát Nozdrjovval, akinek birtoka a rendetlenség, a teljes széthullás állapotában van. A jobbágyokat azonban nem tudja megvásárolni, sőt az ugyancsak szélhámos Nozdrjov őt akarja megkopasztani. Csicsikovot a megveréstől csak egy újabb véletlen, a rendőrkapitány megjelenése menti meg.
- 5. fejezet. Szelifan, a részeges kocsis útközben belehajt egy szembejövő fogatba, melynek két hölgyutasa van. Egyikük, egy fiatal lány megtetszik Csicsikovnak, akiről az olvasó csak később tudja meg, hogy a kormányzó lánya.
Csicsikovval végre megérkezünk Szobakevicshez. Vendéglátója hatalmas étvágyú alak, „valóságos medve”. „Mintha ebben a testben egyáltalában nem lakoznék lélek, vagy ha lakozik is, (…) olyan vastag kéreggel födve, hogy bármi zajlik is le a mélyén, a felületén semmi sem moccan.” Mindenkivel elégedetlen, mindenkit lenéz, ám amikor megérti Csicsikov ajánlatát, dicsérni kezdi régen meghalt jobbágyait, hogy belőlük is pénzt csináljon. Ő tesz említést a közelben élő földesúrról, Pljuskinról, akinek zsugorisága miatt egymás után halnak meg jobbágyai. Csicsikov elhatározza, hogy őt is megkörnyékezi.
- 6. fejezet. Pljuskin birtoka valóban lepusztult, mindent átjár a rothadás és a piszok. Maga a „Foltozott”, a vén házigazda rongyokban jár, bár raktára tele van. Ő az egyetlen földesúr, akinek múltjáról többet is megtudunk: valaha jó gazda volt, de felesége meghalt, lánya megszökött, mára szinte emberi formáját is elvesztette. Egyetlen szenvedélye maradt, a szerzésvágy, kuporgatás. Amikor megérti, hogy a halott jobbágyok átíratásával adóit csökkentheti, azonnal elfogadja az ajánlatot, sőt még szökött jobbágyait is eladja.
- 7–10. fejezet. Csicsikov több száz fiktív jobbágy birtokosaként érkezik vissza a városba. A fogadó szobájában a listákat olvassa, amikor képzeletben váratlanul „életre kelnek” a megvásárolt jobbágyok, elképzelt sorsok és élettörténetek.
Az átíratáshoz megérkezik Manyilov és Szobakevics, ám a bizalmatlan Korobocska is a városba kocsizik, hogy megtudja, milyen áron adják-veszik jelenleg a holt lelkeket. Mint az első fejezetben, most is egy bálon látjuk viszont a városi előkelőségeket, Csicsikovot a hölgyek körülrajongják, őt pedig a kormányzó lánya bűvöli el. Megjelenik az erőszakos Nozdrjov is, jelenléte hozzájárul Csicsikov lelepleződéséhez. Találgatások kezdődnek Csicsikov személyéről: talán pénzhamisító, vagy a kormányzó lányát készült megszöktetni, esetleg az újonnan kinevezett főkormányzó embere. A postamester Csicsikovot egyenesen Kopejkin kapitánynak véli, akinek történetét a szerző beleszövi regényébe.Váratlanul azonban meghal az ügyész, és míg a város a temetéssel van elfoglalva, Csicsikov a felelősségre vonás elől elutazik.
- 11. fejezet. Hősünk csézájában útnak indul, és csak ekkor ismerhetjük meg élettörténetét. Végre Csicsikov vásárlásainak értelmére is fény derül: minél több jobbággyal, „lélekkel” rendelkezik, annál több kölcsönt vehet majd fel a banktól. Igaz ugyan, hogy a jobbágyok már rég meghaltak, de ez majd a következő revíziónál, csak évekkel később derülhet ki, addigra pedig ő a pénzzel már messze jár.
A könyv a száguldó trojka képével fejeződik be, mely az utolsó bekezdésben váratlanul egész Oroszország költői képévé növekszik.

## Szereplők

### Csicsikov
A poéma főhőse látszólag figyelemre sem méltó alak. Az első fejezetben így ismerjük meg: „A csézában egy úr ült, nem különösen szép, de nem is csúnya, nem túlságosan kövér, de nem is túlságosan sovány, (…) nem beszélt hangosan, de túl halkan sem, hanem éppen úgy, ahogy illik (…) minden tárgykörben otthonos volt, és tapasztalt, világlátott embernek bizonyult.” Magáról szinte soha nem beszél; tud udvariasan hallgatni, de tud bókolni vagy rábeszélni is, ha a célja úgy kívánja. Látszólag segítőkész, hiszen „megszabadítja” vendéglátóit a meghalt jobbágyok után is fizetendő adótól. A történet során persze kiderül, hogy Csicsikov nagystílű szélhámos, aki finomkodó, sima modorával a legképtelenebb ajánlatot is képes elfogadtatni a vidéki uraságokkal.
A hőséről alkotott ítéletet a szerző ironikus felhangokkal kísérve segít kialakítani: „Hogy nem tökéletesség és erény hőse, az nyilvánvaló. Ki és mi hát? Gazember? Miért volna gazember? Miért ítélnénk meg másokat olyan szigorúan? Gazemberek manapság nincsenek nálunk; csak jó szándékú, kellemes emberek vannak. (…) Leghelyesebb, ha Csicsikovot jó gazdának, vagyonszerzőnek nevezzük; a szerzési szenvedély az oka mindennek, amiatt történnek olyan dolgok, amelyekre azt szokták mondani, hogy nem nagyon tiszták. Igaz, hogy az ilyen jellemben már van valami visszataszító…” (11. fejezet.)

### Az elbeszélő alakja
A cselekményt és a részletező leírásokat a regény folyamán gyakran személyes reflexiók, első személyben vagy a „szerző” nevében előadott egyéni hangú bekezdések, rövid történetek, lírai kitérők szakítják meg. Ez a „szerző” nyilvánvalóan az író „képviselője”, szemléletmódjának kifejeződése a regényben. Maga Gogol is elutasította azonban a feltételezést, hogy teljesen azonos lenne vele: „Előre sejtettem, hogy a poéma lírai kitérőit félreértik majd. (…) Az összes helyet, ahol csak bizonytalanul a szerzőről beszéltem, nekem tulajdonították; elvörösödtem, amikor elkezdték magyarázni őket a javamra. Megérdemeltem!”
Ez a személyes jelenlét a gogoli elbeszélőmód egyik legjellemzőbb tulajdonsága. A „szerző” kedélyesen, szinte élvezettel beszélget, megosztja velünk gondolatait, érzelmeit, máskor értékeli a leírt eseményeket, ismét máskor váratlanul elöntik az érzelmek. A jelenet, amikor a fösvény Pljuskin a papírral takarékoskodva írni kezd, váratlanul megszakad: „Hát ilyen hitvány aprólékosságig, ilyen visszataszító kicsinyességig is süllyedhet az ember? Ennyire megváltozhatik? Lehetséges, hogy mindez igaz? Lehetséges bizony, mert az emberrel minden megtörténhetik. A mostani lángolóan lelkes ifjú irtózattal hőkölne hátra, ha megmutatnák neki majdani öregkori arcképét. Vigyetek hát magatokkal mindent az útra…” Itt még folytatódik egy emelkedett stílusban előadott gondolatsor, utána rögtön vissza is térünk Pljuskinhoz. A regény legismertebb lírai kitérői a hatodik és a hetedik fejezet elején és a könyv végén találhatók.

## Értelmezési lehetőségek
A mű megjelenését a kortársak vegyes érzelmekkel fogadták, szélsőséges értékelések is születtek. Volt, aki a Holt lelkeket Homérosz Iliaszával igyekezett párhuzamba állítani; egyesek viszont a művészi gondolat egységét, mélységét hiányolták belőle. Belinszkij a korabeli orosz társadalom és a jobbágyrendszer elítélését látta benne, és örömmel üdvözölte. Herzen – naplójának tanúsága szerint – kerülte a szélsőséges megállapításokat: „Apoteózist látni benne – nevetséges, csak a kiátkozást észrevenni – igazságtalan.”
Kétségtelen, hogy a regény a feudális Oroszország kritikája is, ott válhatott reális történetté a holt lelkek képtelen anekdotája. Az író „a mindenki által látható nevetésen és a titkolt könnyeken át” látja, láttatja ezt a világot. A földbirtokosok szélsőséges tulajdonságokkal felruházott alakok; nevetségesek, de néhol szinte kétségbeejtőek is, akárcsak a náluk árnyaltabban megrajzolt főhős. Tulajdonságaik azonban általános érvényű tulajdonságok, és bármely kor olvasója felteheti magának a gogoli kérdést: „Vajon nincs-e bennem is valami Csicsikovból?”
Az így megrajzolt világgal különös ellentétben áll a könyv befejezése. Csicsikov száguldó trojkája egy váratlan költői képpel egész Oroszország képévé növekszik, melyet csodálatos, ismeretlen erő repít: „Oroszország, hová repülsz? Felelj! De Oroszország nem felel…” Ez a befejezés is eltérő értelmezésekre adott és ad ma is lehetőséget. Csakhogy ezzel a képpel nem az egész mű, hanem csupán az első rész ért volna véget. A befejezés vélhetően már a második részt készítette volna elő, melyben majd a szerző eredeti szándéka szerint „más, mindeddig nem is érintett húrok szólalnak meg, talán megmutatkozik az orosz lélek határtalan gazdagsága…” Mint tudjuk, ebből a második részből csak töredékek maradtak meg, a többit az író elégette.
|  | „Gogol rendelkezett a nevetés rettentő hatalmával, azzal a hatalommal, amely ekkora erővel még soha, senkiben és sehol, semelyik irodalomban nem fejeződött ki, amióta világ a világ. És lám, ez után a nevetés után Gogol a szemünk előtt haldoklik, agyongyötörve magát, mert nem volt ereje megteremteni és pontosan megfogalmazni azt az eszményt, amelyen képes lett volna nem nevetni.” |
|  | – Fjodor Mihajlovics Dosztojevszkij |

## Feldolgozások
A Holt lelkekhez sok illusztráció született már a 19. században is. Alekszandr Alekszejevics Agin (1817-1875) 100 rajzot készített, közülük Gogol életében 72 darab jelent meg; a teljes sorozatot a század végén adták ki. Széles körben ismert P. M. Boklevszkijnek a regény szereplőit ábrázoló sorozata is. Ezek az illusztrációk nem annyira esztétikai értékük, mint inkább a mű népszerűsítése miatt jelentősek.
Az 1920-as években Franciaországban Marc Chagall készített Gogol regényéhez közel 100 metszetet. A tervezett kiadás azonban nem valósult meg, így a sorozatot Chagall a moszkvai Tretyjakov Képtárnak ajándékozta. A regényt a művész illusztrációival Oroszországban adták ki 2004-ben.
A regényből számos színpadi feldolgozás készült, többek között Mihail Bulgakov is átírta színpadra, az adaptációt Moszkvában 1932-ben mutatták be. Itthon Szakonyi Károly készítette el a regény színpadi változatát, ezt a komédiát a Madách Színház mutatta be 1976 decemberében, két részben. A darabot Lengyel György rendezte, Csicsikov szerepét Haumann Péter alakította.
A filmes adaptációk közül a szovjet rendező, Leonyid Trauberg 1960-ban bemutatott munkáját érdemes megemlíteni.

## Magyar nyelvű fordítások
Magyarországon a regényt először Gogol vígjátéka, A revizor bemutatójának évében, Meghalt lelkek címen adták ki. A magyar nyelvű változatok és első megjelenésük:
- Gogol Miklós: Meghalt lelkek. Satyrikus korrajz; ford. György Aladár; Athenaeum, Bp., 1874
- Gogoly: Holt lelkek; ford. Szabó Endre; Révai, Bp., 1905 (Klasszikus regénytár)
- Holt lelkek; ford. Devecseriné Guthi Erzsébet, tan. P. D. Krajevszkij; Új Magyar Könyvkiadó, Bp., 1952
- Gogol művei / Holt lelkek. Színművek. Elbeszélések; ford. Áprily Lajos et al., jegyz. Konrád György; Helikon, Bp., 1962 (Helikon klasszikusok)